# Megisto
Genre
Megisto est un genre de papillons de la famille des Nymphalidae et de la sous-famille des Satyrinae qui résident tous en Amérique du Nord.

## Liste des espèces
- Megisto cymela (Cramer, 1777).
  - Megisto cymela cymela
  - Megisto cymela viola (Maynard, 1891)

- Megisto rubricata (Edwards, 1871)
  - Megisto rubricata rubricata présent au Texas.
  - Megisto rubricata anabelae (Miller, 1976) présent au Mexique.
  - Megisto rubricata cheneyorum (Chermock, 1949) présent en Arizona.
  - Megisto rubricata pseudocleophes (Miller, 1976) présent au Mexique.
  - Megisto rubricata smithorum (Wind, 1946) présent au Texas.

### Source
- funet